# Walton (Warwickshire)
Walton – osada w Anglii, w hrabstwie Warwickshire, w dystrykcie Stratford-on-Avon. Leży 12 km na południe od miasta Warwick i 125 km na północny zachód od Londynu.